# برندسازی شخصی
برندسازی شخصی یا نَمانام‌سازی شخصی (Personal Branding)، فرآیندی است که به وسیله آن، افراد و تخصص‌شان مثل نَمانام‌های تجاری، علامت‌گذاری می‌شوند. در حالی که فنون قدیمی مدیریت خودیاری، دربارهٔ خودبهبودی و افزایش مهارت‌های شخصی صحبت می‌کرد، مفهوم نَمانام‌سازی شخصی، می‌گوید، موفقیت از خود محصول به دست می‌آید. به این معنا که ذات و ماهیت یک محصول، مشخص می‌کند که آن محصول موفق خواهد بود یا نه.
نَمانام‌سازی شخصی در اصل یک نوع  شیوه بازاریابی افراد و مشاغل آنها به عنوان نَمانام‌ (نشان تجاری) است. برای رسیدن به این هدف نیاز به توسعه، حفظ شهرت یک فرد، گروه یا سازمان است. در اصل نَمانام‌سازی شخصی، نوعی بازاریابی خودِ فرد است و برای آن باید، خود را به شکل یک محصول تصور کنید و برای نام خود تبلیغ کنید و آن را توسعه دهید.
تعریف برندسازی شخصی از نگاه آقای دکتر مهریزدان یکی از برترین برندهای شخصی که در دنیای بازاریابی دیدم در نحوه بیان و تدریس و مشاوره ایشان این دیدگاه میتواند به شما نیز در درک این کلید واژه کمک نماید و به شما کمک کند درک نمایید که چگونه این مهم میتواند به شما در زندگی و کسب منافع مالی و افزایش ارزش و اعتبارتان کمک نماید:
امروزه  برند سازی شخصی به مهارتی مهم برای بقا تبدیل‌شده است. زیرا هر فردی صرف‌نظر از سن، موقعیت یا کسب‌وکار، یک برند شخصی دارد. برند شخصی باید منعکس‌کننده هویت شخصی باشد اما مهم است که آن‌ها را از یکدیگر متمایز کنیم. هویت شخصی دربرگیرنده همه ویژگی‌های شخصیتی فرد اعم از مثبت و منفی می‌باشد. برند شخصی تمایل شما درباره نحوه ادراک دیگران از شمارا منعکس کرده و با برجسته ساختن آن ویژگی‌ها شکل داده می‌شود و بنابراین می‌تواند انتخابی آگاهانه باشد.
برندینگ شخصی همانند سایر خدمات بازاریابی دیجیتال (دیجیتال مارکتینگ)، به متخصصان و کارشناسان مجرب این حوزه نیازمند است تا تمامی این برندسازی شخصی طبق اصول و معیارهای این کار انجام گیرد. برنامه ریزی و شکل دادن به این امور برندینگ شخصی، در حوزه مدیریت برند قرار می گیرد و این روزها، با پیشرفت روزافزون اینترنت، داشتن یک برند شخصی قوی از هر زمان دیگری آسان تر شده است.
قدرت یک برند شخصی با سه مؤلفه تمایز(Distinctive)، مرتبط بودن(Relevant) و سازگاری(Consistent) مشخص می‌شود. برند شخصی به اینکه افراد تا چه اندازه می‌توانند توانایی‌ها و ویژگی‌های خود را به‌خوبی شناسایی کنند، ‌ بستگی دارد. هنگامی‌که فرد بزرگ‌ترین نقاط قوت خود را از دیگران متمایز کند، این تمایز او را به‌یادماندنی خواهد ساخت. برند شخصی باید معرف باورهای فرد بوده و آن‌ها را به سایرین منتقل کند، اما مرتبط بودن در یک برند شخصی مستلزم درک و اهمیت دادن به باور  سایر افراد نیز می‌باشد. مؤلفه سازگار بودن برای یک برند، به افرادی اشاره دارد که کارهایی را بارها و بارها به شیوه‌ای متمایز و مرتبط انجام می‌دهند، زمانی که برند شخصی سازگار باشد، افراد قادر به اعتماد به آن هستند چراکه به‌طور مداوم به شیوه‌ای خاص فعالیت و معاشرت می‌کنند. افراد می‌توانند بدانند که چه چیز از صاحب برند انتظار داشته باشند. درواقع برند شخصی سازگار به افراد امکان می‌دهد که تداعیات ذهنی و احساساتشان را درباره دیگران، صرف‌نظر از جایی که با برند مواجه شده‌اند، حفظ کنند.
نَمانام‌ شخصی ترکیبی منحصر به فرد از مهارت ها، تجربه و شخصیت شما است که می‌خواهید افراد دنبال کننده شما آن را ببینند و از سوی دیگر روایتگر داستان شما و احساسی است که مردم از شما کسب می‌کنند.
از نمونه‌های جهانی نَمانام‌ شخصی می‌توان به ایلان ماسک اشاره کرد.
به زبان ساده‌تر، نَمانام‌سازی شخصی (Personal Branding)، ویژگی یکتایی است که در ذهن مخاطب ایجاد کرده‌اید و دیگران شما را با آن به یاد می‌آورند. نَمانام شخصی شما، میراثی است که از خودتان به جا می‌گذارید. به علاوه، این فرآیند به صورت ایجاد یک دارایی که به فرد خاصی تعلق دارد نیز تعریف می‌شود؛ که پیکر، پوشش، ظاهر جسمانی و زمینه‌های دانش را در بر می‌گیرد. اما نَمانام‌سازی شخصی، فقط به این موارد محدود نمی‌شود و منجر به یک احساس یکتا مشخص، به یاد ماندنی و آرمانی در صاحب نَمانام می‌شود. این اصطلاح اولین بار در یک مقاله در سال ۱۹۹۷ به قلم تام پترز استفاده و مطرح شد.
نَمانام‌سازی شخصی اغلب شاملِ کاربرد نام یک فرد برای محصولات مختلف است. مثل سازمان ترامپ که خانواده دونالد ترامپ از این عنوان برای فعالیت‌های اقتصادی‌شان استفاده می‌کنند.

## تاریخچه
نَمانام‌سازی شخصی، تثبیتِ موقعیت شخصی و تمام نَمانام‌سازی‌های فردی با هر نامی، اولین بار در کتاب Think and Grow Rich در سال ۱۹۳۷ به دست ناپلئون هیل معرفی شد. این ایده بعدها در سال ۱۹۸۱ در کتاب Positioning: The Battle for Your Mind، به قلم ال ریس و جک تراوت منتشر شد. مخصوصاً در فصل ۲۳ (تثبیت موقعیت حرفه و خودتان)، می‌توانید از راهبرد تثبیت موقعیت برای پیشبرد حرفهٔ خودتان بهره ببرید. کلید اصلی: «سعی نکنید همهٔ کارها را خودتان انجام دهید. اسبی را برای راندن پیدا کنید [کار را به کاردان بسپارید!].» این اصل بعدها به دست تام پترز معروف شد.